# تغییر دین ثانویه
تغییر دین ثانویه (انگلیسی: Secondary conversion) در جامعه‌شناسی دین، تغییر دین ثانویه تغییر دین یک فرد است که ناشی از رابطه با نوکیش دیگر است، نه از جنبه خاصی از دین جدید. برای مثال، شخصی ممکن است به یک گروه مذهبی بپیوندد که اساساً به این دلیل است که همسر یا شریک زندگی او این کار را انجام داده‌است. چنین شخصی یک مسلمان ثانویه خواهد بود. نوکیشان ثانویه افرادی هستند که فقط به دلیل رابطه با نوکیشان دیگر به یک دین می‌پیوندند.
تغییر دین ثانویه می‌تواند نفوذ یک جنبش را به شدت گسترش دهد، به ویژه پس از یک فتح، مانند فتح اندلس (فتح مورهای مسلمان اسپانیا) و استعمارگری اسپانیا در قاره آمریکا.